# 内蒙古高原
內蒙古高原屬於風蝕地形，具有礫漠並地勢平坦；東起大興安嶺，西至甘肅馬鬃山，南沿長城，北接蒙古國，包括內蒙古全境和甘肅、寧夏、河北的一部分，海拔在1000米左右，起伏和緩，地勢東高西低，南高北低。高原上廣布草原、沙漠和戈壁。是蒙古高原的一部分。內蒙古高原主要分為三部分：
- 呼倫貝爾高原：在內蒙古高原東北部，大興安嶺以西，以呼倫湖、貝爾湖兩湖命名，地勢東高西低，海拔在700米至1000米之間。
- 鄂爾多斯高原：在內蒙古高原南部，黃河三面環繞，南界長城，地勢中間高四周低，海拔在1000至1300米之間，東部多為草原，其餘多為沙漠。
- 阿拉善高原：在內蒙古高原的西部。西起马鬃山，東到賀蘭山，南至合黎山、龍首山，北接蒙古。地勢南高北低，海拔在900至1300米之間。此處為荒漠高原，戈壁、流沙廣布。